# Campeonato Sul-Americano de Futebol Sub-15 de 2005
O Campeonato Sul-Americano de Futebol Sub-15 de 2005 foi a segunda edição deste campeonato disputado por jogadores com até 15 anos de idade. Foi realizado nas cidades de Santa Cruz de la Sierra y Montero, na Bolivia, entre 23 de outubro e 4 de novembro de 2005.

## Equipes participantes
| - Argentina - Bolívia - Brasil - Chile - Colômbia | - Equador - Paraguai - Peru - Uruguai - Venezuela |

## Fórmula de disputa
Este torneio envolve as 10 federações filiadas a Confederação Sul-americana de Futebol. As seleções foram divididas em dois grupos de cinco equipes cada, passando para a segunda fase os dois primeiros classificados de cada grupo. 

## Primeira fase

### Grupo A
| Equipe    | Pts | J | V | E | D | GF | GC |
| --------- | --- | - | - | - | - | -- | -- |
| Argentina | 12  | 4 | 4 | 0 | 0 | 11 | 3  |
| Bolívia   | 9   | 4 | 3 | 0 | 1 | 11 | 5  |
| Venezuela | 4   | 4 | 1 | 1 | 2 | 6  | 8  |
| Chile     | 2   | 4 | 0 | 2 | 2 | 6  | 11 |
| Peru      | 1   | 4 | 0 | 1 | 3 | 2  | 9  |

### Grupo B
| Equipe   | Pts | J | V | E | D | GF | GC |
| -------- | --- | - | - | - | - | -- | -- |
| Brasil   | 12  | 4 | 4 | 0 | 0 | 13 | 2  |
| Paraguai | 7   | 4 | 2 | 1 | 1 | 7  | 3  |
| Colômbia | 4   | 4 | 1 | 1 | 2 | 8  | 7  |
| Uruguai  | 4   | 4 | 1 | 1 | 2 | 3  | 6  |
| Equador  | 1   | 4 | 0 | 1 | 3 | 2  | 15 |

| 23 de outubro de 2005 | Brasil                                                    | 6 x 0 | Equador | Montero |
|                       | Alex 4', 60' · André 10', 75' · Rafael 47' · Bernardo 50' |       |         |         |

| 23 de outubro de 2005 | Paraguai                                                          | 3 x 0 | Uruguai | Montero |
|                       | Juan José López 37' · Néstor Ibarrola 77' · Robert Santa Cruz 88' |       |         |         |

## Fase final
Todos os jogos desta fase, foram disputados em Santa Cruz de la Sierra.
|  | Semifinais    | Semifinais    |   |               | Final          | Final |  |
|  |               |               |   |               |                |       |  |
|  | 2 de novembro |               |   |               |                |       |  |
|  | Argentina     | 2             |   |               |                |       |  |
|  | Paraguai      | 0             |   |               |                |       |  |
|  |               |               |   |               |                |       |  |
|  |               |               |   |               | 4 de novembro  |       |  |
|  |               |               |   |               | Argentina      | 2     |  |
|  |               | Brasil        | 6 |               |                |       |  |
|  |               |               |   |               |                |       |  |
|  |               |               |   |               |                |       |  |
|  |               |               |   |               | Terceiro lugar |       |  |
|  | 2 de novembro | 2 de novembro |   | 4 de novembro | 4 de novembro  |       |  |
|  | Brasil        | 3             |   | Paraguai      | 1              |       |  |
|  | Bolívia       | 2             |   |               | Bolívia        | 0     |  |

## Semifinal
| 2 de novembro de 2005 | Argentina                                     | 2 x 0 | Paraguai | Estádio Ramón Tahuichi Aguilera, Santa Cruz de la Sierra |
|                       | Santiago Fernández 36' · Federico Laurito 86' |       |          |                                                          |

| 2 de novembro de 2005 | Brasil                                          | 3 x 2 | Bolívia                                  | Estádio Ramón Tahuichi Aguilera, Santa Cruz de la Sierra |
|                       | Fernando Henrique 18' · Bernardo 22' · Alex 55' |       | Eduardo Sabja 31' · Alexander Medina 74' |                                                          |

## Terceiro lugar
| 4 de novembro de 2005 | Paraguai          | 1 x 0 | Bolívia | Estádio Ramón Tahuichi Aguilera, Santa Cruz de la Sierra |
|                       | Rubén Pizurno 34' |       |         | Público: 3,000 Árbitro: Enrique Osses                    |

## Final
| 4 de novembro de 2005 | Brasil                                                   | 6 x 2 | Argentina                              | Estádio Ramón Tahuichi Aguilera, Santa Cruz de la Sierra |
|                       | Fabio 5' · Bernardo 11', 29', 48' · Alex 63' · Tales 74' |       | Cristian Gaitán 56' · Basterrechea 87' | Público: 3,000 Árbitro: Samuel Haro                      |

## Campeão
| Campeonato Sul-Americano Sub-15 de 2005 |
| --------------------------------------- |
| BRASIL Campeão (primeiro título)        |